# Kościół Czternastu Świętych Wspomożycieli
Kościół Czternastu Świętych Wspomożycieli (zwany też kościółkiem leśnym) – został zbudowany w stylu neogotyckim w 1886 roku na obrzeżach Trzebnicy. Opiekował się nim mieszkający w pobliskiej samotni pustelnik (ostatnim pustelnikiem był zmarły w 1946 roku brat Feliks Plitzko)

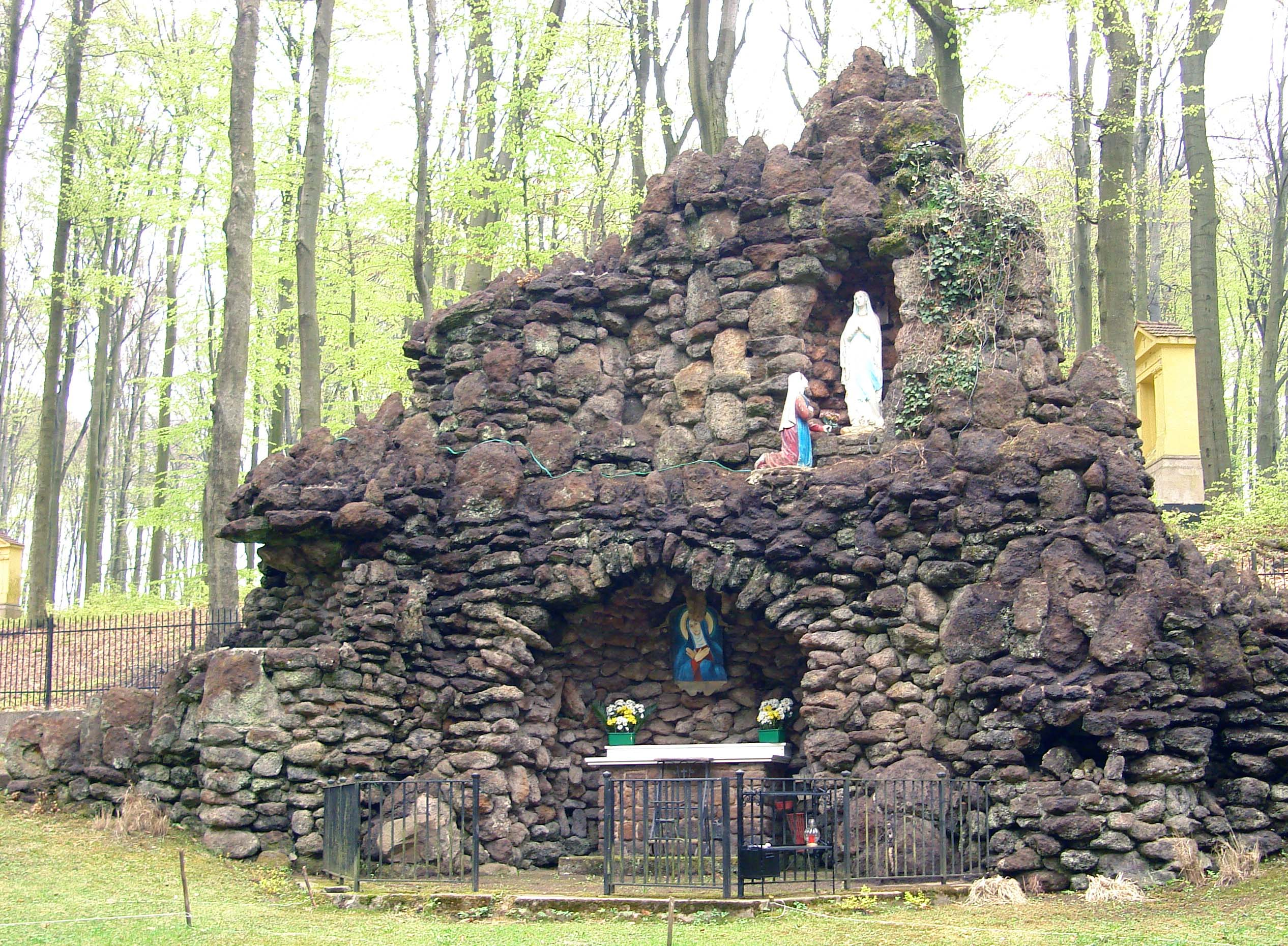
Grota Matki Boskiej z Lourdes

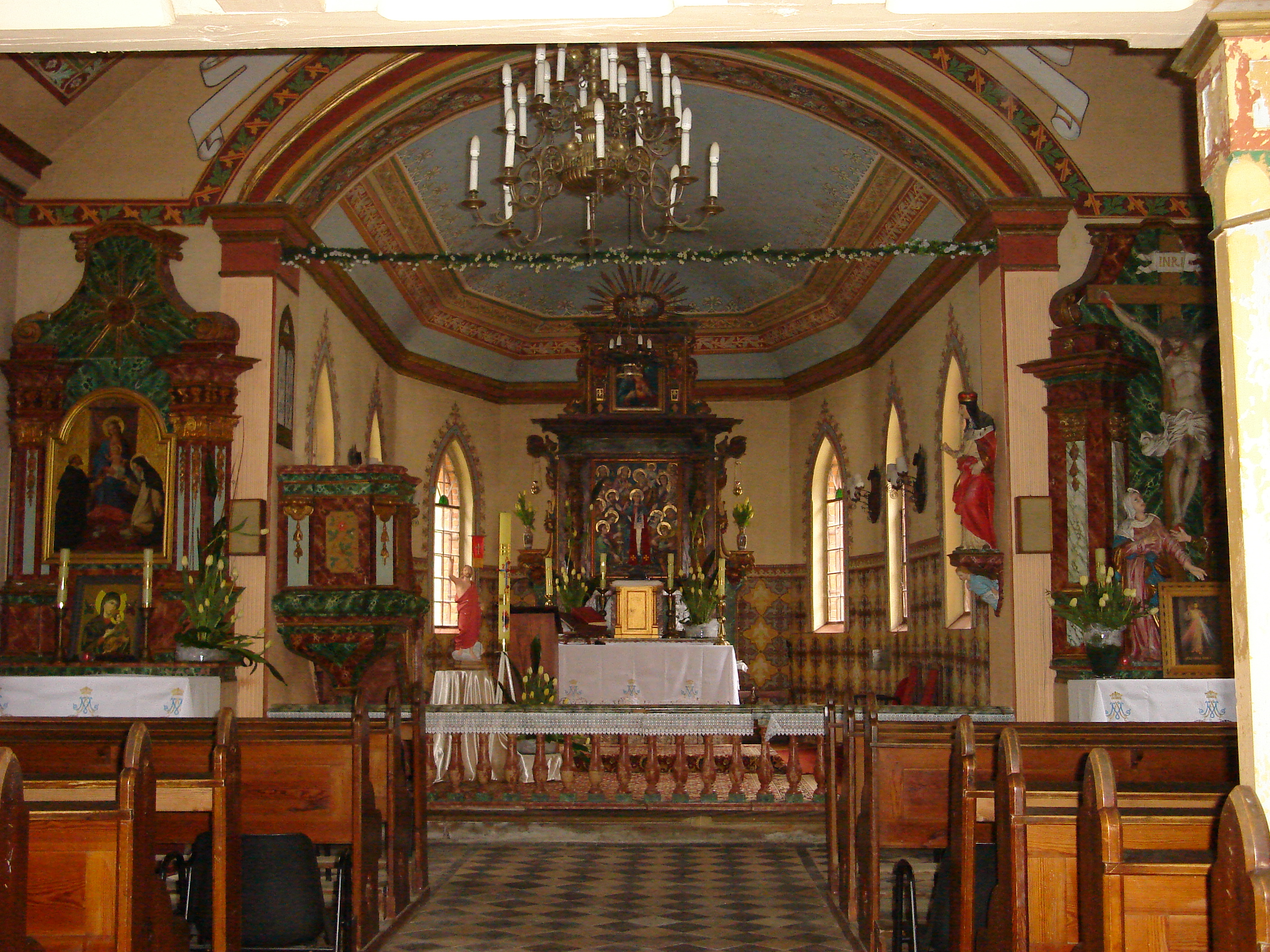
Wnętrze kościoła leśnego

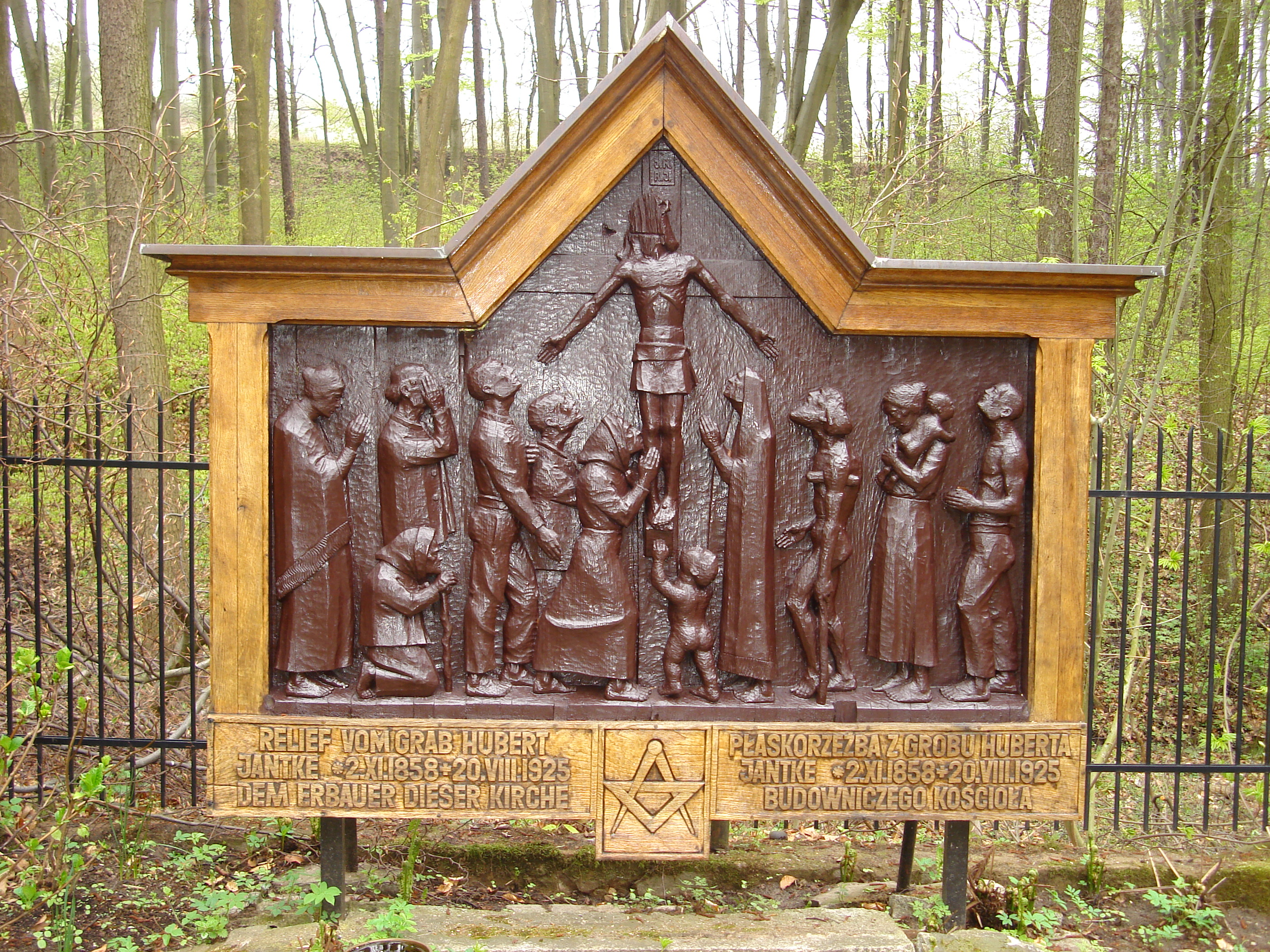
Płaskorzeźba z grobu Huberta Jantke

.

## Lokalizacja
Kościół znajduje się we wschodniej części Lasu Bukowego niedaleko południowo-wschodniej granicy Trzebnicy. W bliskim sąsiedztwie znajduje się trzebnicki kompleks uzdrowiskowy. Kościół bezpośrednio sąsiaduje z pustelnią i grotą Matki Bożej z Lourdes. Została ona wzniesiona z rudy darniowej w 1926 roku. Pomiędzy kościółkiem leśnym, pustelnią i grotą do lat siedemdziesiątych ubiegłego wieku istniał cmentarz niemiecki.

## Historia
Kościół Leśny Czternastu Świętych Wspomożycieli został zbudowany w 1886 roku na miejscu od wieków związanym z kultem religijnym. Począwszy od dawnego pogańskiego kultu Słowian, przez powstałą w XII w. kaplicę pustelniczą i kościoła zniesionego w 1463 r. przez księżną Annę.
Zbudowany z czerwonej cegły w stylu neogotyku, jednonawowy z pięciobocznie zamkniętym prezbiterium. Wewnątrz na ołtarzu głównym znajduje się współczesny obraz Czternastu Świętych Wspomożycieli, barwne polichromie i neobarokowe rzeźby. Obok kościoła znajduje się ciekawa płaskorzeźba w drewnie pochodząca z grobu Huberta Jantke – budowniczego kościoła oraz grób pustelnika opiekującego się kościołem Franciszka Plitzko. Tradycją była opieka nad kościołem sprawowana przez pustelnika zamieszkującego pobliska pustelnię, ostatnim był brat Feliks Plitzko, który zmarł w 1946 roku.
W pobliżu kościółka leśnego znajduje się kilka stacji kalwarii trzebnickiej. Składa się ona z 16 kaplic rozsianych po malowniczych pagórkach Lasu Bukowego. Przedstawiają one kolejne stacje drogi krzyżowej.
Organy zbudowała firma Schlag & Söhne ze Świdnicy w 1899 roku. 